# Málkova lípa
Málkova lípa je novodobě vyhlášený památný strom, který roste v Rankově u Chotěboře. Stojí na louce u soukromého statku v západní části vesnice. Nese název podle stávajícího majitele pozemku.

## Základní údaje
- výška: 23 m (2011)[1]
- obvod: 515 cm (2011)[1]
- výška koruny: 21 m (2011)[1]
- šířka koruny: 21 m (2011)[1]
- věk: 400 let[1]
- sanace: zdravotní řez v červenci 2010[1]

## Stav stromu a údržba
Solitérní vitální strom má plné olistění, přirůstá a hojně plodí. Široce rozložitými větvemi tvoří velkou nepravidelnou korunu. V minulosti došlo k poškození bleskem, oba hlavní vrcholy jsou ulomené, široká podélná jizva na kmeni si zavaluje. Kmen je dutý.
Lípa tvoří výraznou krajinnou dominantu, má přirozený habitus soliterní dřeviny a je hodnotná vzrůstem i stářím.

## Památné a významné stromy v okolí
- Žižkův dub (Chotěboř) (zaniklý)
- Žižkovy duby (Chotěboř)
- Žižkova lípa (Nejepín) (zaniklá)
- Lípy u Rozsochatce